# 半鳞伞属
半鳞伞属（学名：Hemipholiota）是球盖菇科下的一个属。

## 下属物种
本属包括以下物种：
- 异果半鳞伞 Hemipholiota heteroclita
- 白半鳞伞 Hemipholiota populnea